# Peter Joseph Rottmann

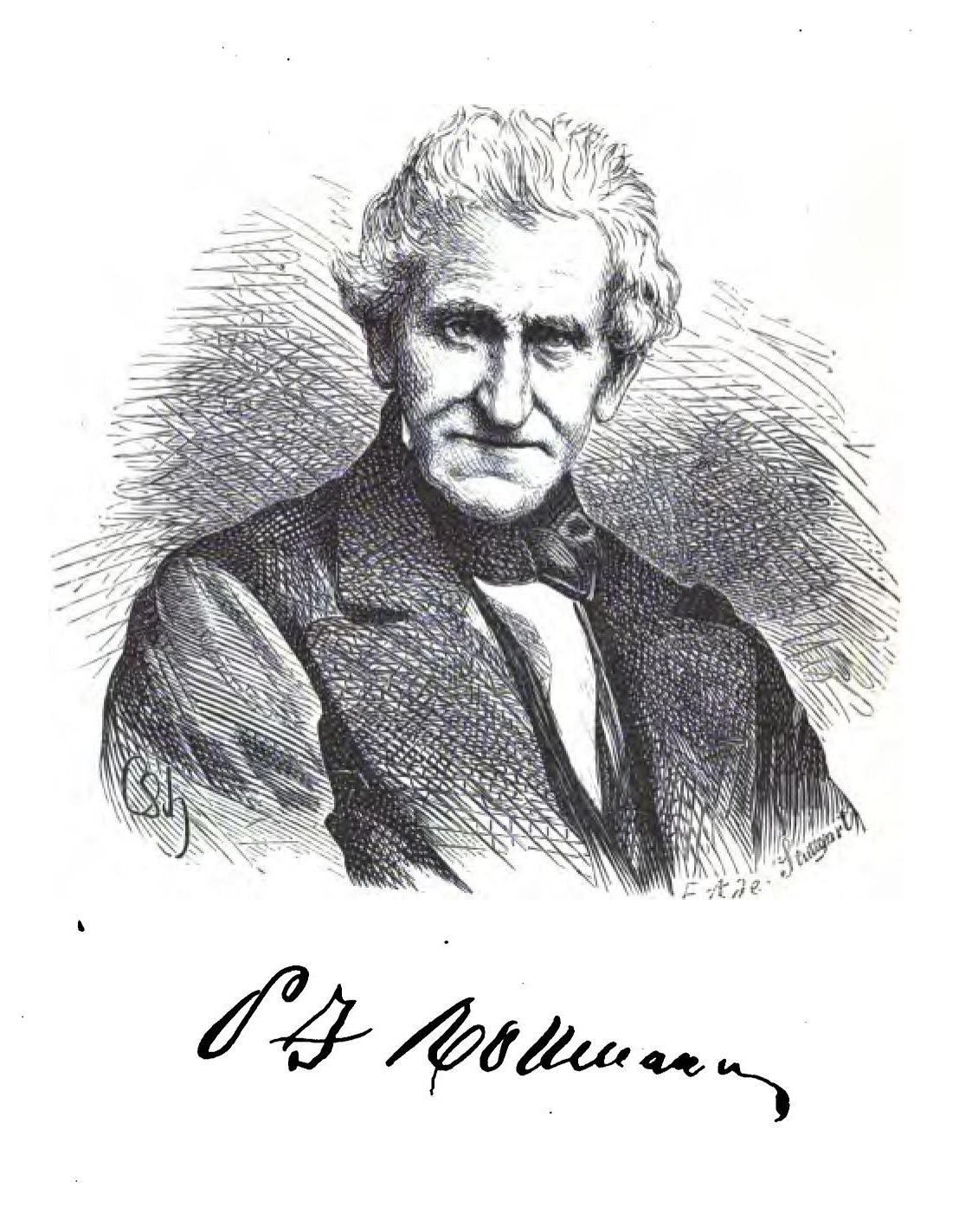
Peter Joseph Rottmann

Peter Joseph Rottmann (* 9. April 1799 in Simmern/Hunsrück; † 27. Februar 1881 ebendort) war ein bedeutender Hunsrücker Mundartdichter und Lokalpolitiker.

## Leben
Rottmann wurde während der französischen Besetzung als einziges Kind des Buchbinders und Lokalpolitikers Johann Lorenz Rottmann und dessen zweiter Ehefrau Maria Margarethe Koch geboren. Nach dem Besuch der französischen Ortsschule in Simmern war er 1813 und 1814 Schreiber der französischen Arrondissementverwaltung, anschließend bis 1819 Schreiber im örtlichen Hypothekenamt und war dann bei der Domänenverwaltung in Kirchberg angestellt, bis diese 1824 aufgehoben wurde.
Zwischen 1817 und 1822 entstand sein erstes Gedicht „Glückwunsch zum Namenstag“, welches er seiner Verlobten Wilhelmine Maull, einer Arzttochter aus Rhaunen, widmete. Am 12. Februar 1822 heiratete das Paar und hatte später zehn Kinder.
Nach Ende seiner Anstellung in der Domänenverwaltung arbeitete Rottmann bis 1845 als freier Rechtskonsulent und betrieb in Simmern kurzzeitig als Wirt den Gasthof Zum Hunsrücken, das heutige Rottmann-Haus. In dieser Zeit entstanden seine ersten Gedichte in Hunsrücker Mundart, die er zunächst nur im Bekanntenkreis weitergab. 1840 veröffentlichte Rottmann auf Anregung des Bonner Dichters Karl Joseph Simrock sein erstes Buch Gedichte in Hunsrücker Mundart.
Rottmann war sehr feierfreudig, liebte den Karneval und die Geselligkeit und fehlte bei keinem Gesangsfest.
Eine 1877 in Düsseldorf durchgeführte doppelte Staroperation erlaubte ihm, bis zu seinem Lebensende lesen und schreiben zu können.

## Politische Laufbahn
Seit 1833 im Simmerner Stadtrat, wurde Rottmann 1842 zweiter Beigeordneter und 1843 in den Düsseldorfer 7. Rheinischen Provinziallandtag gesandt, wo unter anderem über eine neue Gemeindeordnung beraten wurde. Durch sein Engagement und wegen seiner allgemeinen Beliebtheit wurde er 1846 gegen eine starke Konkurrenz zum Bürgermeister von Stadt und Amt Simmern ernannt. 1850 und 1862 auf jeweils zwölf Jahre wiedergewählt, hatte er dieses Amt bis 1870 inne. In diesem Jahr trat er wegen eines Augenleidens in den Ruhestand.

## Leistungen
In seinen Mundartgedichten thematisiert Rottmann vor allem das Alltagsleben der Hunsrücker auf humoristische Weise. Auch die Besatzung durch zunächst französische und später preußische Truppen finden Niederschlag in seinen Werken. In seinem Nachlass fanden sich einige Gedichte in hochdeutscher Sprache, zumeist mit patriotischem Inhalt („Willkommen den heimkehrenden Kriegern“, „Die deutschen Farben“), die zu seinen Lebzeiten nicht durch Druck veröffentlicht wurden.

## Auszeichnungen
Rottmann wurde 1847 mit dem Roter-Adler-Orden IV. Klasse ausgezeichnet.

## Werke
- Gedichte in Hunsrücker Mundart, 1. Auflage Simmern 1840, zuletzt 14. Auflage Trier 1981.